# AS Police de Niamey
L'Association Sportive Police, o AS Police de Niamey, és un club de futbol del Níger de la ciutat de Niamey.
Destacà durant la temporada 2008, en la qual es proclamà campió de lliga i copa.

## Palmarès
- Lliga nigerina de futbol:[3]

2008
- Copa nigerina de futbol:[4]

2008